# Aníbal Troilo

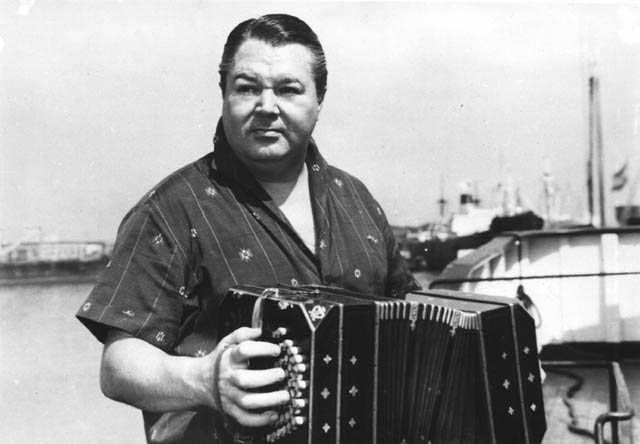
Aníbal Troilo

Aníbal Carmelo Troilo (Buenos Aires, 11 juli 1914 - aldaar, 18 mei 1975), ook wel Pichuco of El Gordowas genoemd, was een Argentijns tangomusicus, bandoneonist en componist. In zijn hoogtijdagen als orkestleider bereikte hij de status van een popster. Hij was oprichter van Aníbal Troilo y su Orquesta Típica. In 1938 werd ook Ástor Piazzolla lid van dit orkest.